# Avenue Jean-Baptiste-Clément
L'avenue Jean-Baptiste-Clément est une voie de communication située à Boulogne-Billancourt.

## Situation et accès

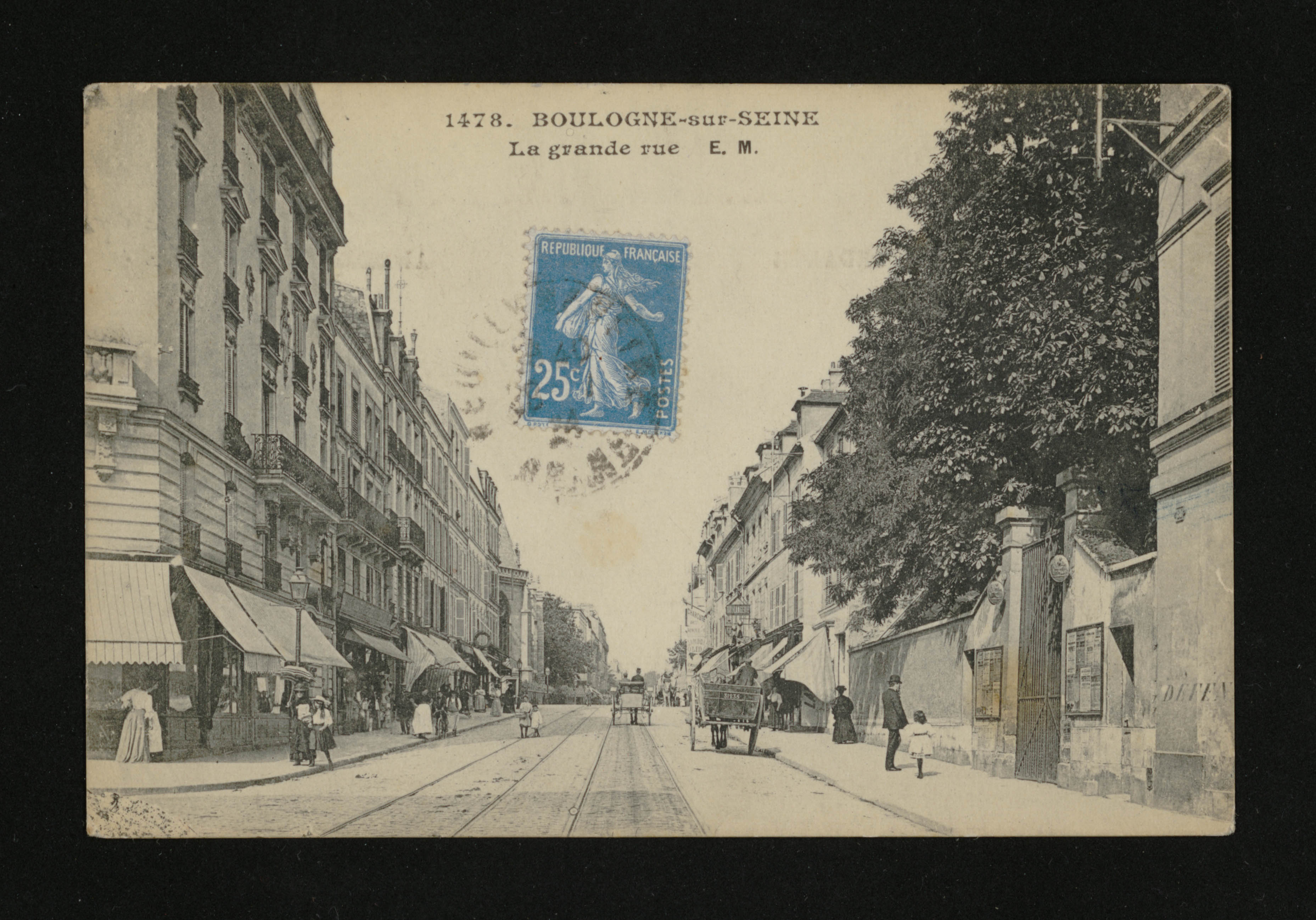
Boulogne-Billancourt - La grande rue.

L'avenue est desservie par la station de métro Boulogne - Pont de Saint-Cloud sur la ligne 10 du métro de Paris. Orientée du sud-ouest au nord-est, elle rencontre notamment le boulevard Jean-Jaurès.

## Origine du nom

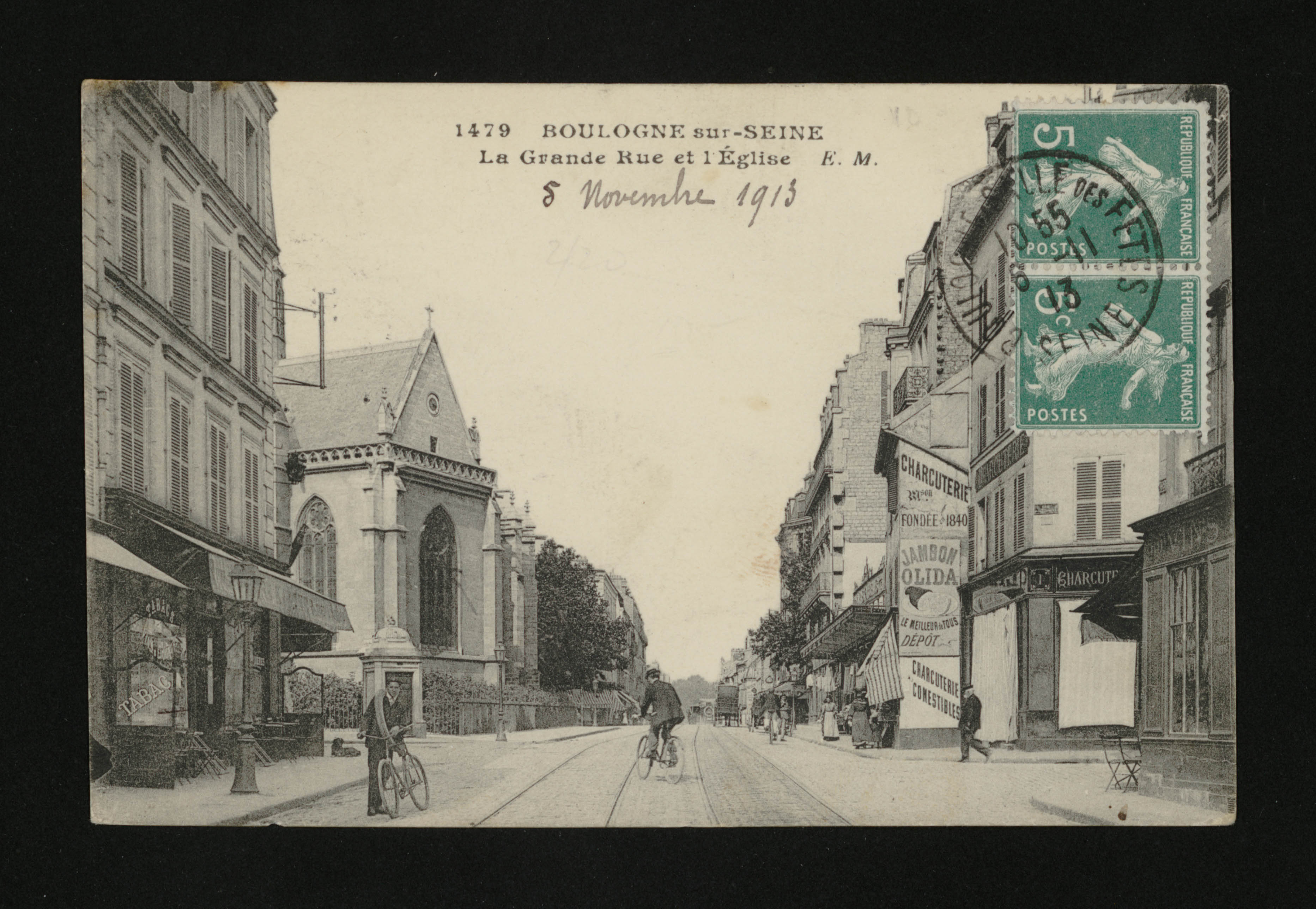
La grande Rue et l'église.

Cette avenue est nommée en hommage au chansonnier Jean Baptiste Clément, né dans cette ville en 1836.

## Historique

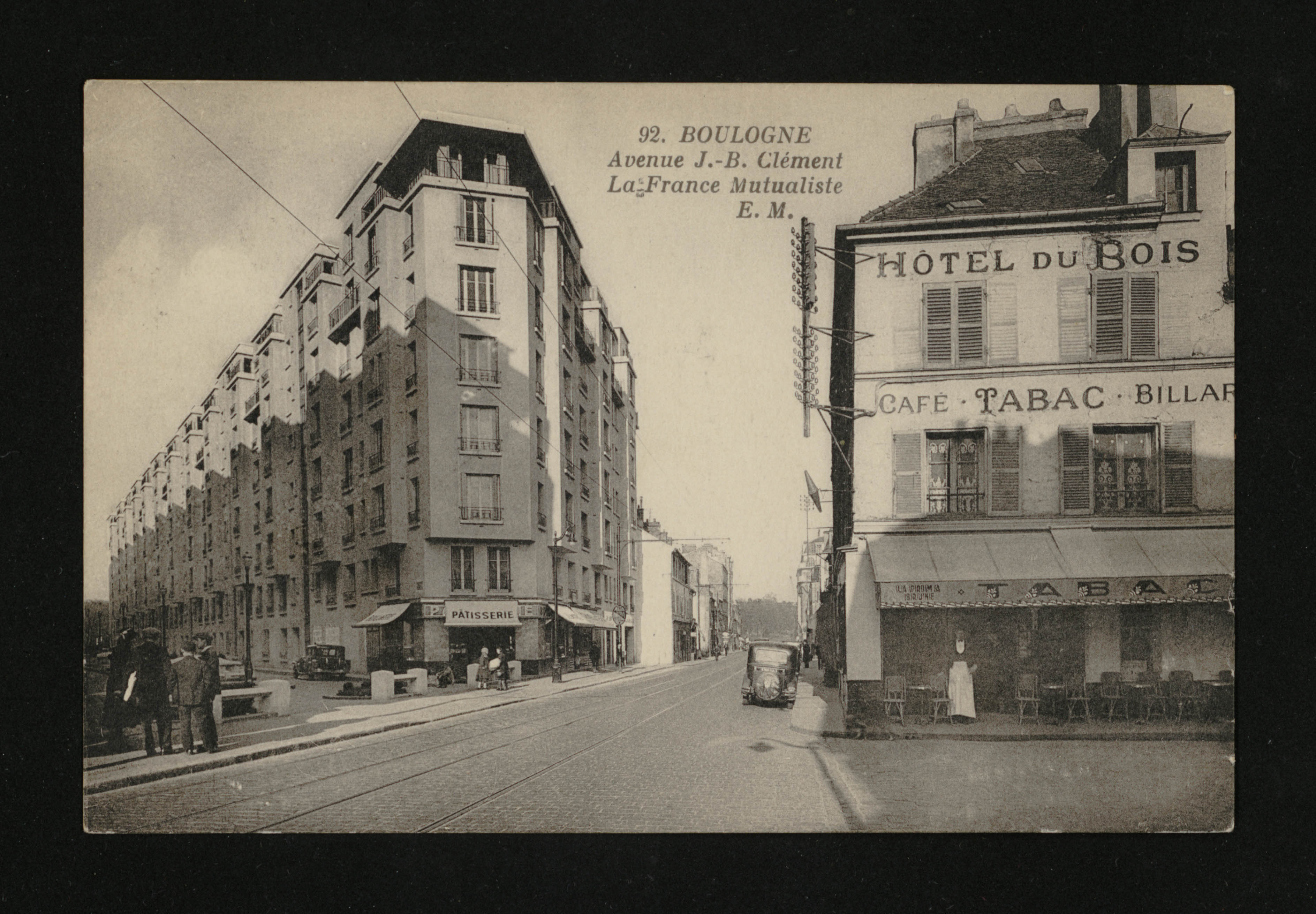
Boulogne-Billancourt - Avenue J.-B. Clément et La France Mutualiste.

Cette voie est issue de la création par Louis XIV, dans les années 1660, d'une route pavée menant au  château de Saint-Cloud.
Au XVIIIe siècle, la Grande Rue de Boulogne devient le centre de la vie de la commune, avec des commerces et des habitations bourgeoises, jusqu’au XXe siècle.
Le 29 juin 1918, le no 131 est touché par les bombardements de Paris et de sa banlieue durant la Première Guerre mondiale.
Cette avenue fait partie des voies de circulation limitrophes de Paris, représentées en 1971 sur la série photographique 6 mètres avant Paris.

## Bâtiments remarquables et lieux de mémoire
- Musée départemental Albert-Kahn.
- Le médecin Albert Bezançon y est né en 1879[4].
- Le cinéaste Abel Gance a habité dans cette rue.
- Les Studios de Boulogne et Canal Factory, plateaux de tournage.
- Au numéro 1bis, la maison d'Alfred Lombard, inscrite en 1975 au MH sous la référence PA00088080.
- Église Notre-Dame de Boulogne, à l'angle du boulevard Jean-Jaurès et de l'avenue Charles-de-Gaulle.
- Plusieurs édifices référencés dans la base Mérimée: Immeuble construit en 1929 par l'architecte Léon Compoint[5], maison du 1er quart du XIXe siècle[6], immeuble du 3e quart du XIXe siècle[7].

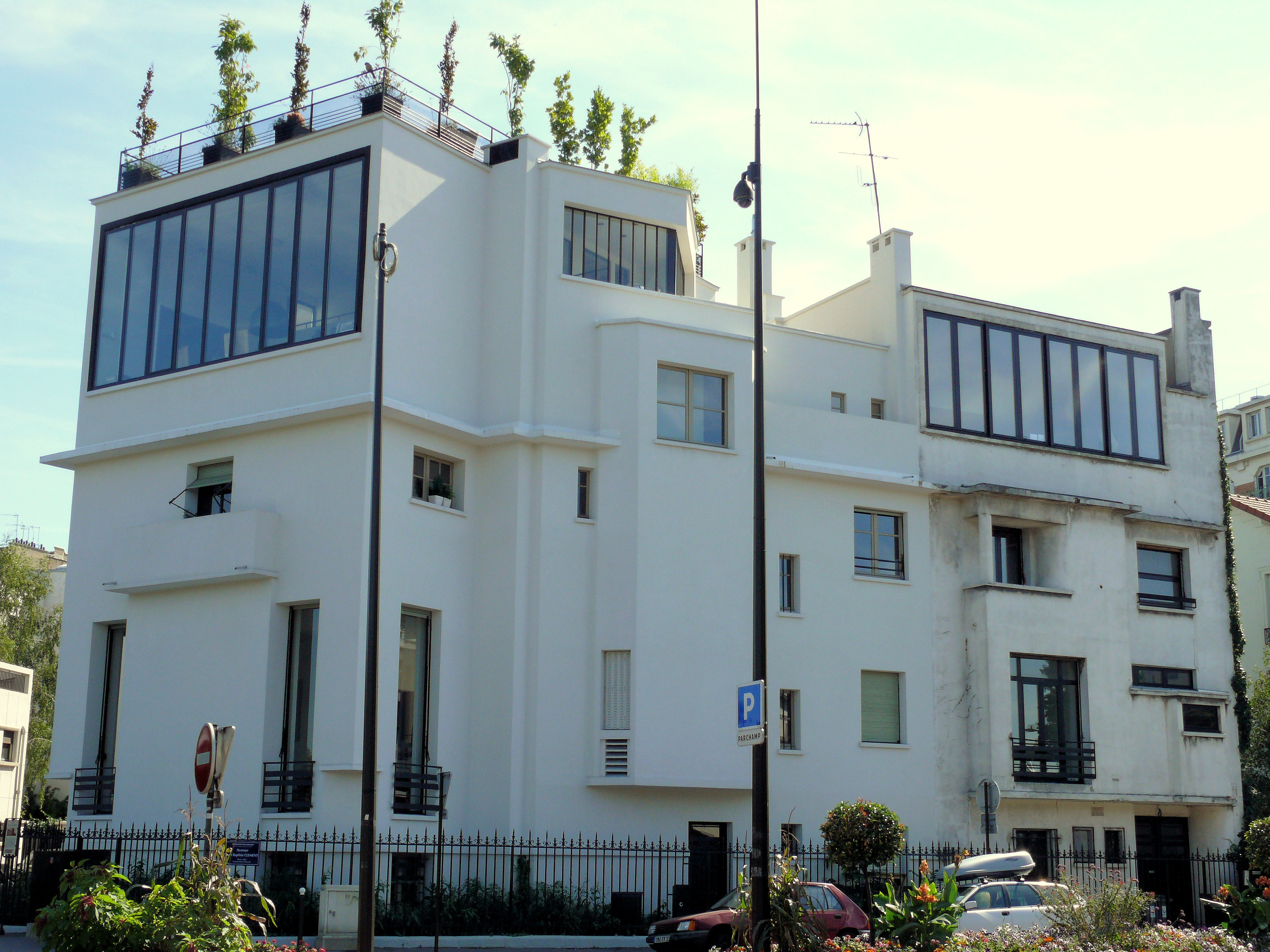
Maison d'Alfred Lombard.
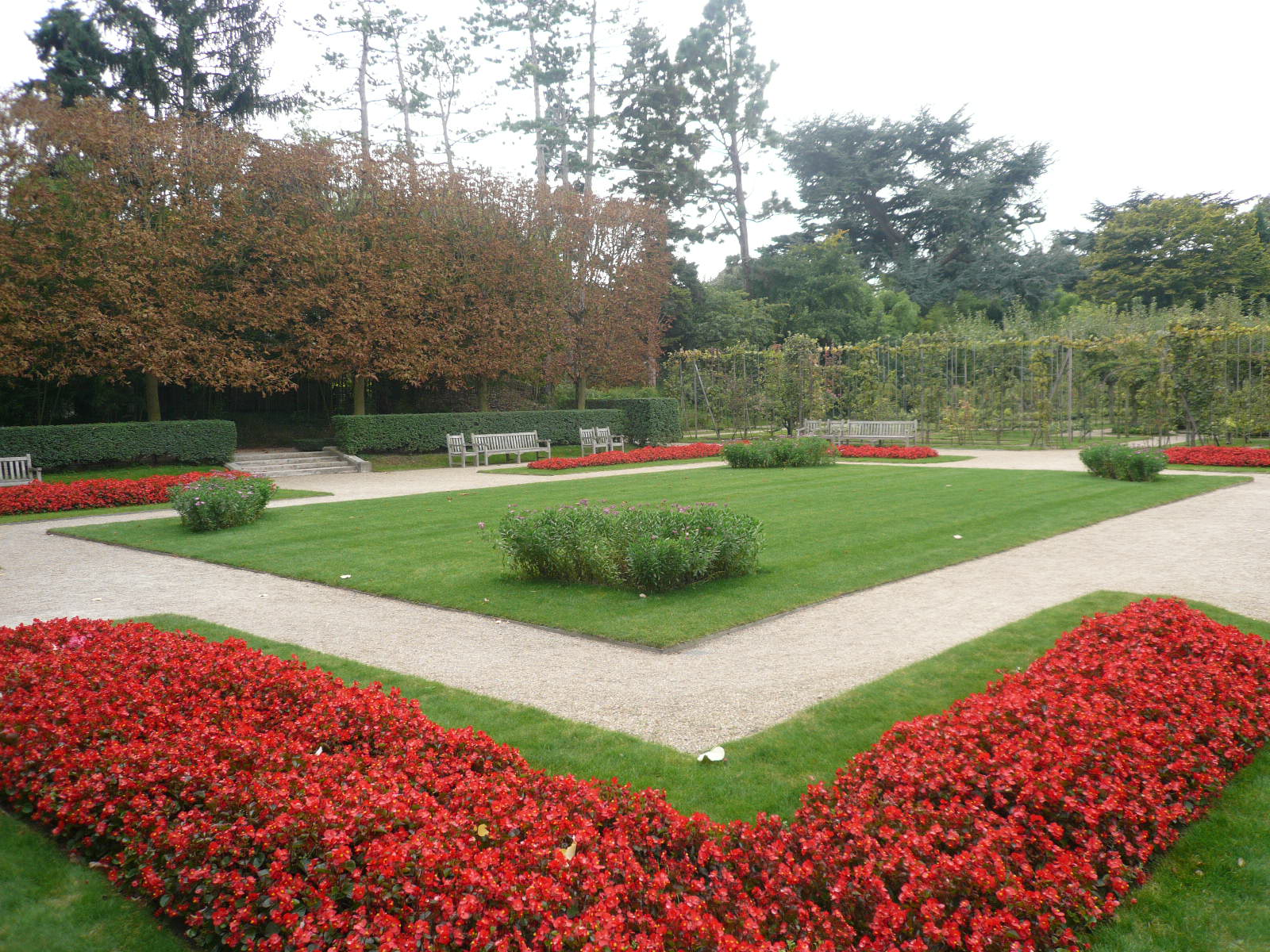
Jardin d'Albert Kahn.
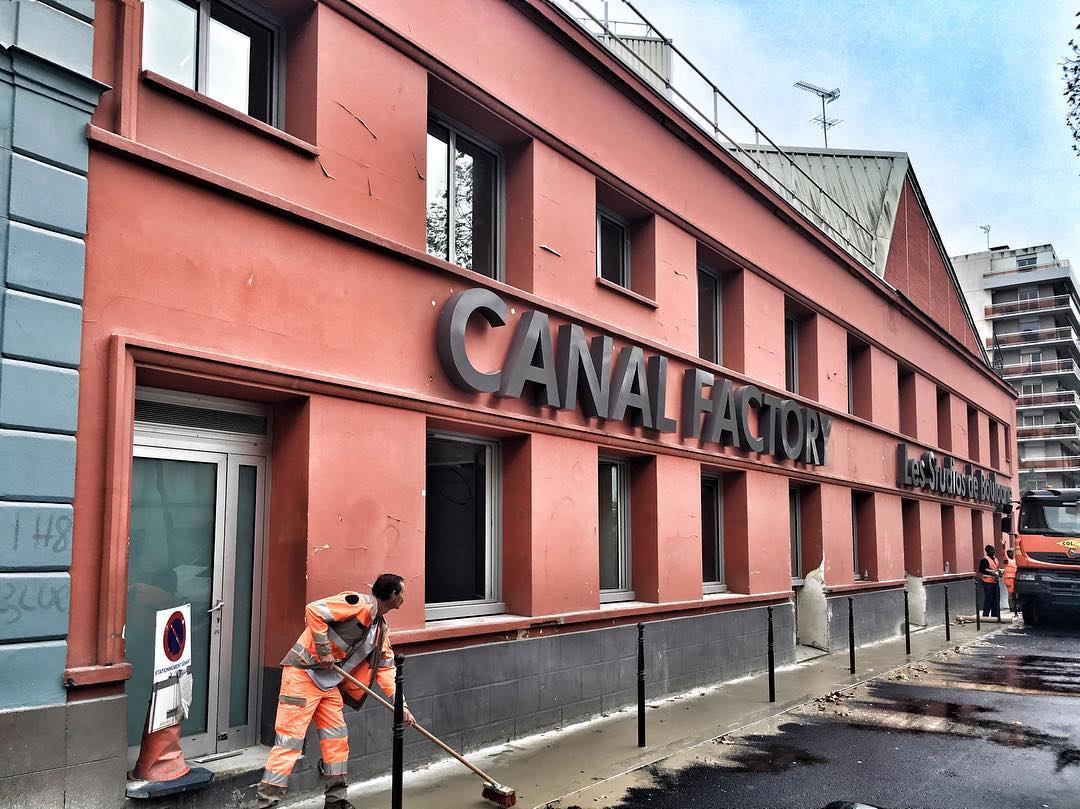
Canal Factory.